# Caroline Mikkelsen
Pour les articles homonymes, voir Mikkelsen.
Caroline Mikkelsen née le 20 novembre 1906 et morte le 15 septembre 1998 est une exploratrice dano-norvégienne et la première femme à avoir mis le pied sur une île de l'Antarctique, le 20 février 1935.

## Biographie
Caroline Mikkelsen naît en 1906 au Danemark,. Lors de son mariage avec le capitaine norvégien Klarius Mikkelsen, elle déménage en Norvège.
Au cours de l'hiver 1934-1935, Mikkelsen accompagne son mari sur le navire M/S Thorshavn, lors d'une expédition menée dans l'Antarctique et parrainée par Lars Christensen. L'expédition est destinée à explorer les terres de l'Antarctique qui pourraient alors être annexées par la Norvège, . Le Mont Caroline Mikkelsen est nommé d'après elle
Le 20 février 1935, l'expédition touche terre quelque part sur le plateau continental de l'Antarctique . Mikkelsen quitte le navire et participe à l'élévation du drapeau norvégien sur le sol de l'Antarctique et à l'édification d'un cairn. Mikkelsen  affirme avoir débarqué sur le continent, mais il est d'abord avancé qu'il s'agirait plutôt d'un endroit sur les collines Vestfold, non loin de l'actuelle station Davis . Elle n'a pas abordé publiquement son voyage en Antarctique pendant soixante ans, et en parle pour la première fois en 1995, lorsqu'elle relate son voyage au quotidien norvégien Aftenposten.,
En 1941 son mari Klarius meurt. En 1944, elle épouse Johan Mandel de Tønsberg. Elle meurt en 1998.
En 1998 et 2002, des chercheurs australiens publient des articles historiques dans le Polar Record et concluent que Mikkelsen a mis pied à terre sur les îles Tryne, où un cairn peut encore être observé,,, . Ce site est situé à environ cinq kilomètres du continent Antarctique. Aucun autre site de débarquement des Mikkelsen n'a été découvert, malgré les recherches menées par les personnes de la station Davis,. Mikkelsen est donc considérée comme la première femme à poser le pied sur une île de l'Antarctique, tandis qu'Ingrid Christensen comme la première femme à être allée sur le continent Antarctique.